# قلعة الدار (حجة)

تعديل مصدري - تعديل

قلعة الدار هي إحدى قرى عزلة المعمري بمديرية حجة التابعة لمحافظة حجة، بلغ تعداد سكانها 163 نسمة حسب تعداد اليمن لعام 2004.